# La Chonta
La Chonta ist eine Ortschaft und eine Parroquia rural („ländliches Kirchspiel“) im Kanton Chinchipe der ecuadorianischen Provinz Zamora Chinchipe. Sitz der Verwaltung ist die gleichnamige Ortschaft. Die Parroquia besitzt eine Fläche von 18,21 km². Die Einwohnerzahl lag beim Zensus 2010 bei 261. Die Parroquia wurde am 10. Januar 1959 gegründet.

## Lage
Die Parroquia La Chonta liegt in den Anden im Südosten von Ecuador. Der Hauptort liegt auf einer Höhe von 1100 m 10 km südsüdöstlich vom Kantonshauptort Zumba. Die Parroquia liegt am Rechtsufer des nach Süden strömenden Río Mayo (Río Chinchipe) und wird im Süden von dessen Nebenfluss Río Canchis begrenzt. Die Fernstraße E682 von Zumba nach Namballe in Peru führt westlich an La Chonta vorbei.
Die Parroquia La Chonta grenzt im Osten an die Parroquia Chito, im Süden an Peru, im Westen an die Parroquia Pucapamba sowie im Norden an die Parroquia El Chorro.

## Orte und Siedlungen
In der Parroquia gibt es neben dem Hauptort die Barrio Shingushe. Ferner gibt es die Siedlungen Las Pampas und Simurinas.